# Драгомански пролом
Драгоманският пролом (на гръцки: Στενά Αψάλου) е красив пролом в Егейска Македония, Северна Гърция.
Проломът е разположен на река Строница (Умин дол), десен приток на Мъгленица, и разделя планината Нидже на запад от Паяк на изток, като така е изходът на котловината Мъглен. Носи името на село Драгоманци (Апсалос), разположено в северния му край. Районът на Драгоманския пролом и долината на река Мъгленица са част от мрежата защитени зони Натура 2000 (1240005).